# Ахъркьой (вилает Родосто)
 Тази статия е за село Ахъркьой (Визенско).  За село Ахъркьой (Одринско) вижте Ахъркьой.  
Ахъркьой (на турски: Ahimehmet) е село в Източна Тракия, Турция, Вилает Родосто.

## География
Селото се намира на 27 километра северно от Чорлу.

## История
В 19 век Ахъркьой е село в Визенска каза на Одринския вилает на Османската империя. Според статистиката на професор Любомир Милетич в 1912 година в селото живеят 40 български патриаршистки семейства смесени с турци.